# Агнес Хаконардоттир
Агнес Хаконардоттир (норв. Agnes Hákonardottir; 1290 — 1319) — старшая дочь норвежского короля Хакона V Святого и Гро Сигурдсдоттир, дочери Сигурда Лодинссона и жены Бёугейд Стейнарсдоттир, и должна была стать его главной наследницей.
Однако, поскольку король Хакон V каким-то образом забыл официально жениться на её матери, прежде чем зачать принцессу Агнес, в конечном итоге было решено, что по политическим соображениям принцесса Агнес и её потомки будут перемещены на одну ступень ниже в иерархии его наследников, а её младшая сестра Ингеборга соответственно была перемещена на одну ступень выше в этой иерархии. Это означало, что норвежский престол будет унаследован её младшей сестрой Ингеборгой Хаконардоттир, но принцесса Агнес и её потомки станут законными наследниками престола, если род Ингеборги пресечётся. Это соглашение известно как требование Судрейм.

## Биография
В 1302 году Агнес вышла замуж за барона Хавторе Йонссона (1275-1320). Он был сыном Йона Иварссона Рёуда (ок. 1245 - ок. 1312) из рода Судрейм (Sudreimsætten) из Румерике и его жены Асы Хафторсдоттир. Хавторе был губернатором Румерике и владел восемью поместьями и территориями по всей Норвегии, включая Боррегор в Сарпсборге.
Их сыновья Йон Хафторсон ав-Судрхейм (барон ог-Риксрод) и его брат Сигурд Хавторессон были известны как «сыновья Хавторе» (Havtoresønnene), ставшими одними из главных фигур в норвежской политике того периода. Йон Хафторсон (ок. 1312 - ок. 1390) был женат на Биргитте Кнутсдоттир Лейон (ум. 1395). Он и Сигурд Хавторессон (ок. 1315 - ок. 1392) занимали влиятельные должности во время правления их сводного кузена, короля Магнуса VII Эриксона.
Потомки Агнес Хаконардоттир были претендентами на норвежский престол согласно требованию Судрейм.